# Fryderyk Wilhelm I (Wielki Elektor)
Fryderyk Wilhelm (ur. 16 lutego 1620 w Cölln (dzisiejszy Berlin), zm. 9 maja 1688 w Poczdamie) – elektor brandenburski i książę pruski z dynastii Hohenzollernów, nazwany Wielkim Elektorem.

## Życiorys

### Dzieciństwo i młodość
Najstarszy syn elektora Jerzego Wilhelma i księżniczki Elżbiety Charlotty, córki elektora Palatynatu Reńskiego Fryderyka IV Wittelsbacha.
Wychowany w duchu kalwińskim odznaczał się przez całe życie pracowitością, dużym poczuciem obowiązku oraz cierpliwością. W młodości odebrał wszechstronne wykształcenie, władał m.in. francuskim, polskim i łaciną.
Na jego dzieciństwie i młodości oraz pierwszym okresie rządów piętno odcisnęła wojna trzydziestoletnia, której Brandenburgia była jedną z najpoważniejszych ofiar. Przyszły elektor od najwcześniejszych lat był świadkiem łupienia kraju przez wojska, zarówno wrogie, jak i sojusznicze. Fryderyk Wilhelm nie miał okazać się jednak biernym obserwatorem – z doświadczeń pierwszych okresów wojny wyciągnął wnioski co do prowadzenia w przyszłości polityki zagranicznej przez państwo prusko-brandenburskie. W wyniku działań wojennych oraz panującej zarazy, następca tronu był zmuszony udać się do holenderskiej Lejdy. Tam też zetknął się i oczarował rozwiązaniami oraz reformami Holandii, będącej ówcześnie jednym z najwyżej stojących państw pod względem rozwoju cywilizacyjnego, kulturalnego, naukowego i gospodarczego. Na podstawie tych wzorców, Fryderyk Wilhelm miał wdrażać podobne reformy wewnętrzne we własnym państwie. Uwidoczniło się to m.in. w organizacji armii oraz budowanych fortyfikacja.

### Polityka wewnętrzna

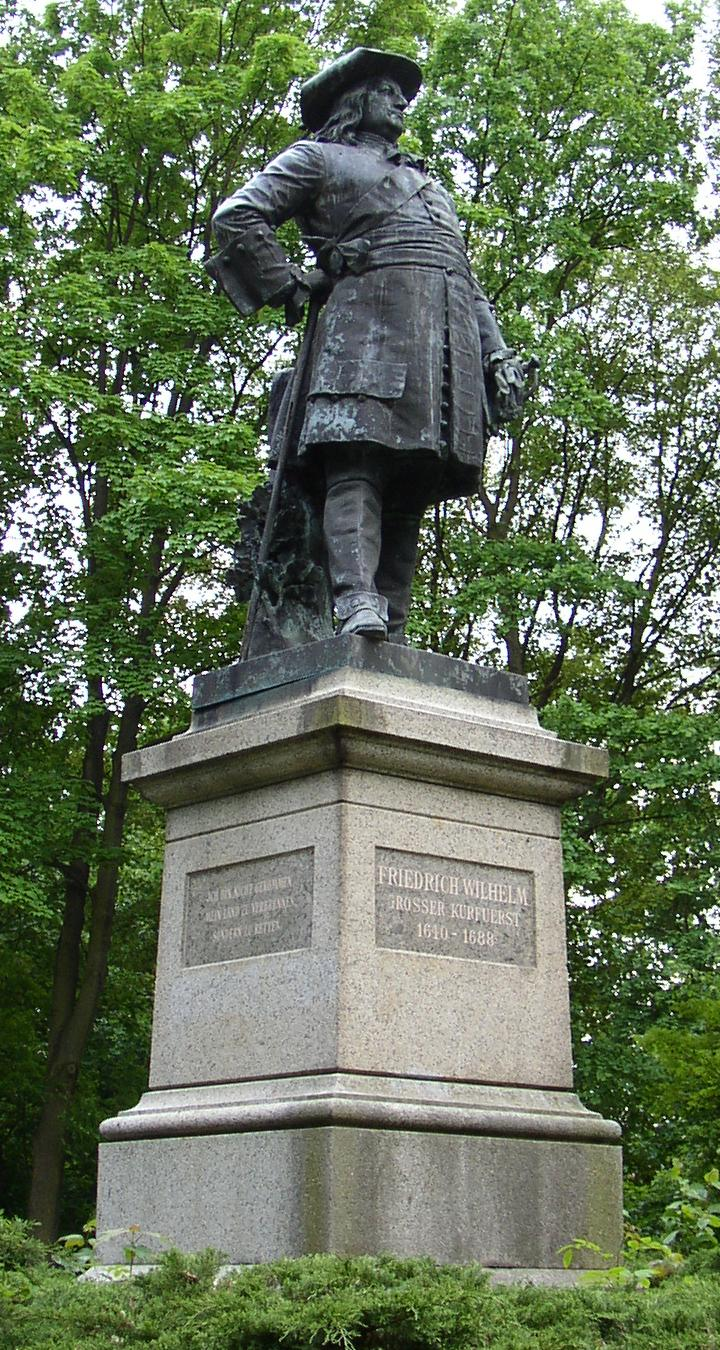
Pomnik Fryderyka Wilhelma w Fehrbellinie

Władzę w kraju objął 1 stycznia 1640: aż do tego momentu nie miał żadnego wpływu na losy państwa, ani w ogóle nie zetknął się z administrowaniem większym obszarem. Jerzy Wilhelm odsuwał go bowiem od rządów i nie wdrażał syna w arkana funkcjonowania machiny państwowej. Panowanie obejmował w kraju zniszczonym trwającą wciąż wojną, pozbawionym armii i autorytetu władzy. Krępowało to niejako jego działania i ograniczało początkowo pole manewru w polityce zagranicznej. Za główny, dalekosiężny cel obrał sobie wzmocnienie władzy monarszej, co miało być krokiem do wprowadzenia absolutyzmu w jego realnej postaci oraz idącą za tym budowę potęgi państwa brandenbursko-pruskiego, a ściślej, wyrwanie go z pozycji nieliczącego się kraju, którego prawa i dążenia oraz pełna suwerenność na arenie międzynarodowej nie są respektowane.
W pierwszych miesiącach panowania skupił się przede wszystkim na Prusach Książęcych, regulując sprawy formalne z królem Polski, Władysławem IV, składając mu 6 października 1641 roku na dziedzińcu Zamku Królewskiego w Warszawie ostatni hołd lenny. Jednocześnie jednak nie powiodły się próby porozumienia ze stanami pruskimi. Pewne ustępstwa na ich korzyść zostały rozbite na pierwszym Landtagu, kiedy to przedstawicielstwo stanowe odmówiło ustępstw na rzecz kalwinistów. Było to przyczyną zawieszenia zwoływania pruskiego Landtagu na okres 15 lat.
Stany zarówno Prus Książęcych, jak i Brandenburgii (Marchii Elektorskiej oraz Nowej Marchii), księstwa Kleve czy hrabstwa Mark odgrywały w połowie XVII wieku wciąż znaczną rolę w polityce, głównie wewnętrznej. Ponadto miały one silne poczucie własnej odrębności, przejawiając, co naturalne, silne tendencje odśrodkowe i decentralizacyjne. Ponadto jedynymi czynnikami wspólnymi dla wszystkich ziem państwa brandenbursko-pruskiego była osoba monarchy i język niemiecki. Prowadziło to do silnego regionalizmu poszczególnych przedstawicielstw. Wielki Elektor uważał się już natomiast za władcę jednego, nowożytnego państwa, a rozbicie stanów, ich zasadnicza słabość wobec monarchy, umiał właściwie wykorzystać dla wzmocnienia własnej władzy. Zacofany i wsteczny regionalizm warstw uprzywilejowanych był główną przeszkodą dla stworzenia jednego, ogólnopaństwowego i silnego przedstawicielstwa na wzór chociażby Rzeczypospolitej. Tym samym nie mogły one być równorzędną przeciwwagą dla silnego i ambitnego suwerena dążącego do maksymalnej centralizacji swych domen w jeden organizm.

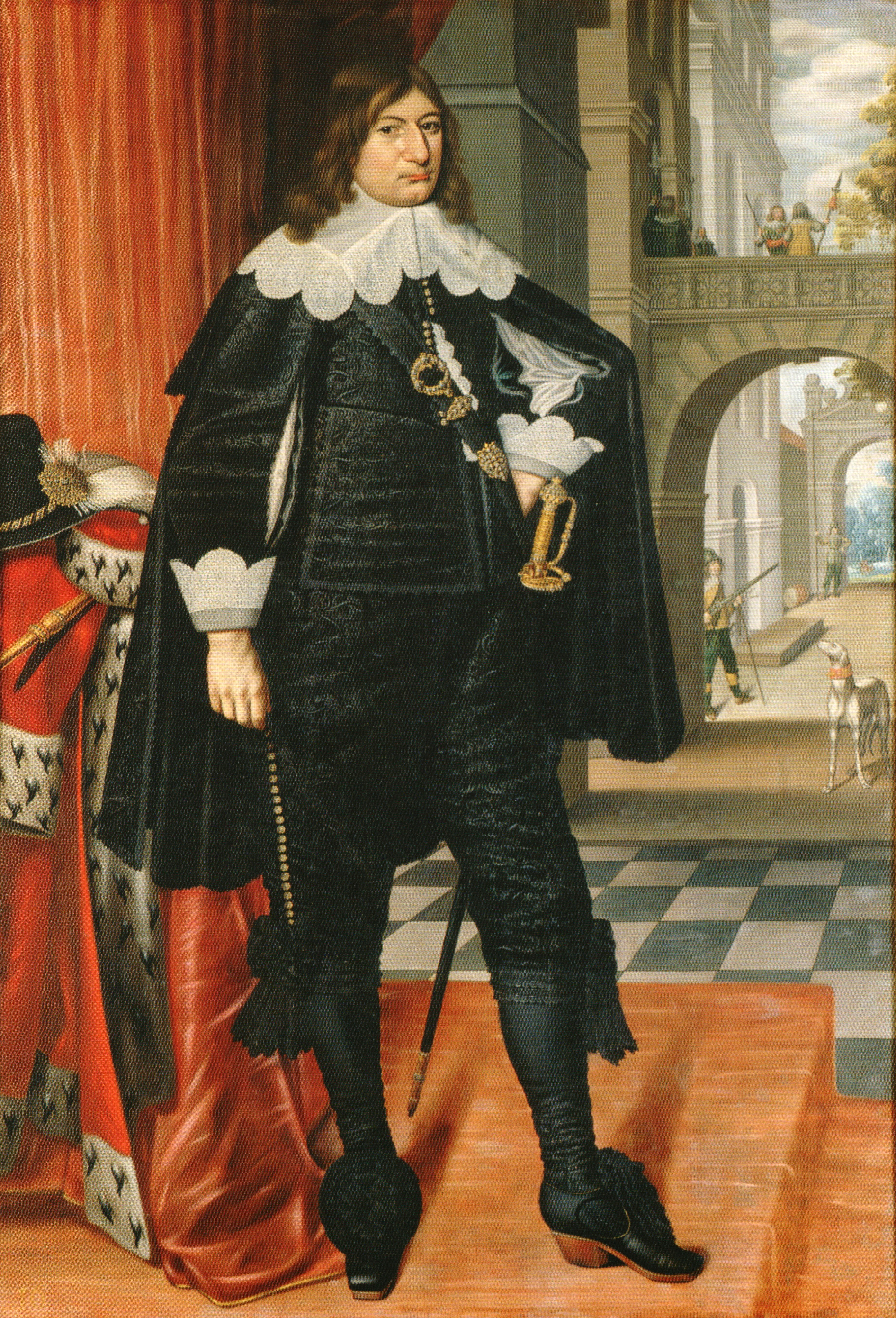
Portret młodego Fryderyka Wilhelma pędzla Matthiasa Czwiczek

Zaraz po objęciu tronu wznowił działalność Tajnej Rady, organu podupadłego i ograniczonego w swych prerogatywach za rządów Jerzego Wilhelma. Jej reorganizacja instrukcją z 4 grudnia 1651 roku opracowanej przez hrabiego von Waldecka, ustanowiła ją najwyższym, centralnym organem administracyjnym dla całego państwa, a nie, jak było dotąd, tylko dla Brandenburgii. Krok ten oraz brak urzędnika sprawującego funkcję pierwszego ministra doprowadził faktycznie do wprowadzenia przez Wielkiego Elektora rządów gabinetowych w swoim państwie.
Krokiem ku wzmocnieniu władzy absolutnej było ustanowienie w czasie trwających wojen urzędów, tzw. komisariatów wojennych, których kompetencje dotyczyły zaopatrywania wojska oraz ściągania podatków. Nie stały się one wbrew nazwie organami tymczasowymi, lecz przekształciły się w stałe urzędy lokalnej administracji, będące podporą aparatu biurokratycznego Fryderyka Wilhelma. Z czasem przejęły one rolę stanów w sprawach nakładania i ściągania podatków w ogóle.
Z ceł pruskich, domen królewskich w Prusach oraz częściowo z innych dochodów wystawił w 1644 roku pierwszą stałą armię w historii swojego państwa, która, choć niewielka, liczyła bowiem 7800 żołnierzy, była odpowiednim zabezpieczeniem państwa wewnątrz oraz zabezpieczała jego interesy podczas podpisywania pokoju westfalskiego. Pod koniec jego życia, armia państwa prusko-brandenburskiego liczyła już 30 000 żołnierzy.
Przełomowym dla dalszej formy ustrojowej państwa miał się okazać Landtag Brandenburgii z roku 1653. Podjęte dnia 26 lipca 1653 r. uchwały gwarantowały elektorowi dodatkowe podatki przeznaczone na wojsko w okresie 6 lat za cenę ustępstw związanych ze wzmocnieniem władzy szlachty nad chłopami. Wybuch wojny z Polską pozwolił na dalsze ściąganie tego podatku, które ostatecznie Fryderyk Wilhelm utrwalił przez zwyczajne niezwoływanie Landtagu, a jedynie pertraktacje z komitetami stanowymi w poszczególnych sprawach. Wzmocniło to nie tylko pozycję suwerena i samo państwo, a załamało (choć wtedy nie można było tego jeszcze dostrzec) wpływ Landtagów na przebieg spraw kraju, ale wyznaczyło także pewien model polityki i postępowania, kontynuowany wyraziście przez Fryderyka II, a także i później, w którym w zamian za pozostawienie junkrom kwestii społecznej i wejścia w sojusz z tą warstwą przeciw miastom i chłopom, monarcha uzyskiwał bądź podtrzymywał konkretne korzyści w kwestii ważnych dla całości struktury państwowej.
Najwięcej problemów wobec wprowadzanego absolutyzmu i unifikacji z pozostałymi terytoriami przysparzały elektorowi hrabstwa Mark i Kleve, które mogły liczyć na poparcie Holandii. Tam też rozwiązania okazały się najbardziej gwałtowne i nieprzewidywalne, także dla samego elektora. Włączenie się w 1657 roku do wojny przeciw Szwecji wymagało dużych nakładów finansowych, a tych elektorowi zaczynało brakować. Ryzykując i nie oglądając się na stanowisko warstw uprzywilejowanych obu księstw kazał ściągać z ich terytoriów odpowiednie sumy. Sprzeciwiający się temu przywódca stanów, hrabia von Willich został po prostu aresztowany. Po pokoju oliwskim, Fryderyk Wilhelm, którego władza była już wzmocniona stałą i doświadczoną siłą militarną, mocą faktów dokonanych postanowił pozostawić aktualny stan rzeczy, uchylając swoje wcześniejsze zobowiązania (z roku 1649). Ostatecznie jednak rok później, w 1661, elektor zgodził się na zwoływanie reprezentacji stanowej i jej prawa do uchwalania podatków (wobec których jednak nie oponowały).
Z kolei dla Prus Książęcych decydującymi miały się okazać uchwały Landtagu podjęte 1 maja 1663 roku. Stany Prus, które nie mogły już na mocy traktatów welawsko-bydgoskich oprzeć się bądź po prostu odwołać do króla polskiego, w zamian za obietnicę respektowania swych praw i przywilejów zgodziły się na zakończenie samodzielności nadradców – będących oznaką samodzielności administracyjnej stanów na swoim terytorium – oraz uchwaliły podatek na armię na okres trzech lat (co tyle miał być zwoływany każdy kolejny Landtag Prus). Fryderyk Wilhelm nie chcąc krępować swoich dalszych kroków, postąpił podobnie jak w Brandenburgii i po prostu przestał zwoływać pruskie przedstawicielstwo junkierstwa i miast. Wielki Elektor, który uzyskał pełną suwerenność w Prusach w 1657 roku, udowodniając podczas II wojny północnej potrzebę posiadania armii, a także skuteczność wojska prusko-brandenburskiego, mając już ponadto wiernych mu poddanych wśród junkrów mógł swobodnie występować z pozycji silniejszej, czego wcale nie krył. Od początku panowania dążył do zniesienia autonomii Prus, a szereg sukcesów wobec ich stanów, zwieńczonych rokiem 1663 umożliwił mu to w pełni: Księstwo zostało podporządkowane administracji centralnej w Berlinie. Nawet samo stwierdzenie zachowania przez stany przywilejów, które „mogą być utrzymane tylko w tych granicach, zakreśla uznanie jego (tj. Fryderyka Wilhelma) pełnej suwerenności” mogło oznaczać, że racja stanu państwa Hohenzollernów wymaga tego, aby właśnie ich nie przestrzegano.
Część Pomorza Zachodniego, włączona do Brandenburgii-Prus po pokoju westfalskim, mimo długiej tradycji stanowej i braku na tym terytorium silniejszej władzy monarszej, nie przejawiała tendencji opozycyjnych, akceptując nową i stale rosnącą w siłę władzę elektorską. Tamtejsza szlachta łatwo asymilowała się i podążała za ogólnymi tendencjami społecznymi w Brandenburgii, szybko będąc nazywana po prostu junkrami.
Oprócz łamania oporu poszczególnych stanów, wzmacniania absolutyzmu wojskiem i podatkami, Fryderyk Wilhelm ujednolicił także administrację swojego dziedzictwa. Oprócz wspomnianych komisarzy wojennych, dla każdej prowincji ustanowił namiestników, będących jej najwyższymi urzędnikami. Było ich łącznie 5 i obejmowali funkcję w Prusach Książęcych, Pomorzu Zachodnim, Magdeburgu, hrabstwach Kleve-Mark i w Minden. Przejmowali oni często większość kompetencji instytucji stanowych na podlegających sobie terenach.

### Polityka zagraniczna

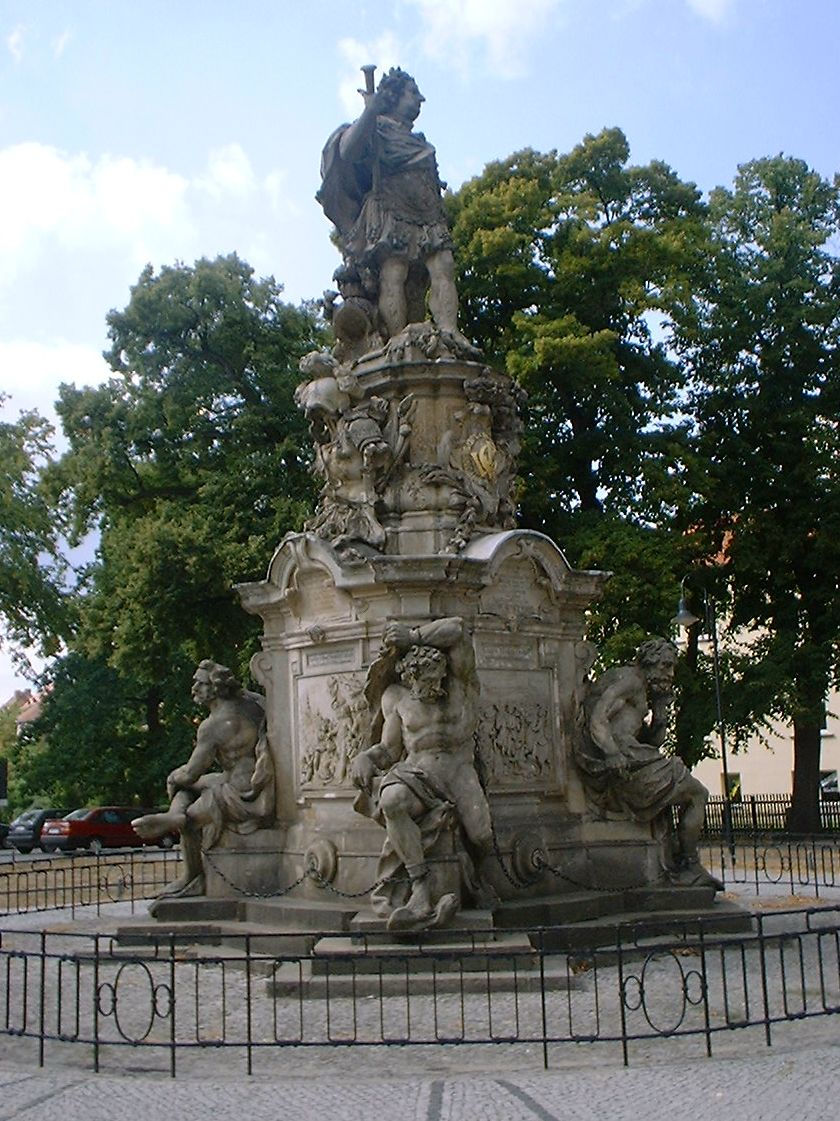
Pomnik Wielkiego Elektora w Rathenow

Na mocy pokoju westfalskiego dominium Hohenzollernów uzyskało Pomorze Tylne z biskupstwem kamieńskim, ponadto biskupstwo Halberstadt i Minden oraz Magdeburg po śmierci księcia saskiego. Postanowienia te rozczarowały Wielkiego Elektora, który liczył na całe Pomorze Zachodnie, a przynajmniej port w Szczecinie. Jego plany budowy silnej pozycji na morzu i zdobycia kolonii dla Prus-Brandenburgii właściwie upadły. Była to chyba jedyna próba związania Prus z polityką morską, które miały się stać w przyszłości potęgą typowo lądową.
Jeszcze w czasie trwania wojny trzydziestoletniej, w roku 1644 dążył do zawarcia małżeństwa z królową szwedzką, Krystyną, które miało pomóc mu uzyskać upragnione Pomorze Zachodnie, jednak nie doszło ono do skutku (w 1648 uzyskał jedynie Pomorze Tylne ze Stargardem i Kołobrzegiem). Wobec tego w 1646 roku wszedł w zawiązek małżeński z księżniczką Luizą Henriettą orańską z dynastii Orańskiej-Nassau, co cementowało związki z Holandią.
Podczas potopu szwedzkiego, czyli II wojny północnej związał się ze Szwecją zamiast przyjść z pomocą Rzeczypospolitej, której był lennikiem. 12 listopada 1655 podpisał ze szlachtą Prus Królewskich sojusz obronny w Ryńsku, w myśl postanowień którego wojska brandenburskie miały obsadzić większe miasta tej prowincji z wyjątkiem Torunia, Elbląga i Gdańska. 17 stycznia 1656 roku, po stosunkowo długim namyśle, lawirowaniach i zasięgania opinii Tajnej Rady uznał się jako książę Prus za wasala Karola Gustawa. Uczynił tak, mimo iż w jego przybocznej radzie gabinetowej za tą opcją był tylko jeden głos, uzasadniając oficjalnie, iż Korona Polska nie jest w stanie zapewnić Prusom Książęcym i jemu zagwarantowanego w traktacie krakowskim bezpieczeństwa i opieki. Podczas bitwy warszawskiej udzielił Karolowi Gustawowi posiłków w liczbie 8500 żołnierzy, prawie tyle, ile wystawili Szwedzi (9500). Był to pierwszy czyn militarny w historii Prus. Stał się również podczas trwającego konfliktu jednym z sygnatariuszy traktatu w Radnot i z racji tego miała mu przypaść Wielkopolska razem z wcześniej przyznaną przez króla szwedzkiego Warmią. Po klęsce polityki z Radnot, zawarciu sojuszu polsko-austriackiego i zbliżającej się klęski Szwecji w wojnie z Rzecząpospolitą postanowił zmienić front. Chciał jednak doprowadzić do tego, aby dotychczasowi przeciwnicy docenili ofertę jego pomocy. Tak też w 1657 wymógł na Polsce podpisanie traktatów welawsko-bydgoskich, na mocy których Prusy Książęce uzyskiwały suwerenność z zastrzeżeniem powrotu pod władzę króla polskiego w przypadku wymarcia męskiej linii Hohenzollernów.
Do końca panowania prowadził antypolską politykę, mimo że w swoim testamencie radził następcom utrzymywać z Rzecząpospolitą raczej przyjazne stosunki i nie dopuścić do jej zagłady. Popierał m.in. J. Lubomirskiego podczas wojny domowej w Polsce oraz jego intrygi wobec planów reform Jana Kazimierza i Marii Ludwiki.
Książę Bogusław Radziwiłł w spisanym w 1668 roku testamencie uczynił go jednym z dwunastu opiekunów swej jedynej córki Ludwiki Karoliny Radziwiłłówny.
Fryderyk Wilhelm z uwagi na położenie i rangę swojego państwa doceniał rolę dyplomacji, a swoim następcom pozostawił rozbudowane służby dyplomatyczne. Za jego panowania państwo brandenbursko-pruskie miało 14 przedstawicieli w innych krajach, co było znaczną liczbą jak na tak niewielki kraj.
Po pokoju oliwskim swoje plany budowy potęgi państwa Hohenzollernów próbował realizować przez płatny udział w różnych konfliktach europejskich. Ta rola najemnika europejskiego nie przysporzyła ani honoru Brandenburgii-Prusom, ani realnych korzyści terytorialnych, na które tak liczył Fryderyk Wilhelm. Polityka ta wzbudzała niechęć wśród innych państw i mimo korzystania z usług Fryderyka Wilhelma, ze względu na częste zmiany obozów, nikt mu nie ufał. Dała ona właściwie jedynie korzyści finansowe skarbowi państwa i spowodowała, że chcąc nie chcąc, z Brandenburgią należało się liczyć.
W toku tych wojen, dokładnie w wojny duńsko-szwedzkiej, jego wojska odniosły 28 czerwca 1675 roku świetne zwycięstwo pod Fehrbellin. To tam właśnie miała narodzić się legenda o przyszłej niezwyciężoności armii pruskiej i to po tej bitwie Fryderykowi Wilhelmowi nadano przydomek Wielkiego Elektora (pierwszy raz na ulotnym druku wydanym w Strasburgu). Był utalentowanym wodzem, kładącym nacisk na oryginalne i niespodziewane manewry, takie jak zaskoczenie przeciwnika szybkością marszu czy prowadzeniem kampanii zimowych.
Nie udało mu się natomiast opanowanie księstw Jülich i Berg, o które toczył konflikt z księciem neuburskim.
W ostatnim dziesięcioleciu panowania przejawiał coraz większą niechęć wobec Austrii, a interes cesarza i Rzeszy traktował czysto formalnie. Wchodząc w sojusz z Francją w latach 1679–1684 był jedynym władcą liczącego się państwa niemieckiego, który nie udzielił Austrii pomocy w 1683 roku.

### Polityka kolonialna „Wielkiego Elektora” i jej krach
17 września 1680, po raz pierwszy w historii, kurs na wybrzeża Afryki Zachodniej wzięły dwie fregaty pod banderą Prus-Brandenburgii. Jak desperackie, z punktu widzenia ekonomii, było to przedsięwzięcie, świadczy fakt, że sami tylko Holendrzy rozporządzali wówczas przeszło 1600 statkami handlowymi. Na początku roku 1683 koloniści z Brandenburgii zaczęli prace przy budowie fortu nazwanego na cześć Wielkiego Elektora, Fryderyka Wilhelma, Groß-Friedrichsburg. Budową kierował major Otto Friedrich von Groeben, szlachcic rodem z Prus Wschodnich. Kilka lat później na wybrzeżach Zatoki Gwinejskiej istniały już trzy prusko-brandenburskie umocnione faktorie handlowe. Nowo założona kolonia brandenburska przeszła do historii jako Złote Wybrzeże (die Goldene Küste). Dochód z ładunku pierwszego statku z towarami z Afryki był nadspodziewanie skromny. Około 29 kg złota warte 14453 talary, 9800 kłów słoniowych wartych 3400 talarów, 6000 funtów zboża wartych około 457 talarów. Z tej sumy nie sposób było pokryć nawet kosztów najbliższego rejsu, szacowanego wstępnie na 44 tysiące talarów.
Zyski wzrosły nieco później, i to znacząco, kiedy od 1 stycznia 1683 Brandenbursko-Afrykańska Spółka Handlowa, „Die Brandenburgisch-Afrikanische Kompanie”, zabrała się za handel niewolnikami. Kursujący między Europą, Afryką a Ameryką handlarze „hebanem” nabywali niewolników w zamian za tanie towary, sprzedawali z krociowym zyskiem w Ameryce Południowej, a do Europy sprowadzali zamorskie produkty, wówczas stanowiące przedmiot zbytku, jak kakao, cukier, bawełna, za które uzyskiwali dobre ceny. Według szacunków „Afrikanische Kompanie” w ciągu 17 lat sprzedała 17 000 niewolników z Afryki do Ameryki Południowej. Jeśli się zważy, że ogółem Europejczycy przewieźli z Czarnego Lądu do obu Ameryk około 12 -15 milionów Afrykańczyków, udział Brandenburczyków jest naprawdę znikomy. W każdym razie ów epizod w dziejach dynastii Hohenzollernów nie jest nagłaśniany.
Po odkupieniu statków czarterowanych przez holenderskiego armatora, Benjamina Raule, za sumę 110 tysięcy talarów, 1 października 1684, flota elektorska wzrosła do liczby 34 jednostek. Wobec potęg morskich Holandii, Hiszpanii, Anglii, których floty liczyły przeszło tysiąc statków, flota brandenburska nie stanowiła żadnej konkurencji. Podobnie było po śmierci elektora w 1688.
Ponieważ przystań w Pilawie okazała się niezbyt dogodna dla celów „Die Brandenburgisch-Afrikanische Kompanie”, w 1684 Spółka zbudowała swoją główną siedzibę w Emden we Wschodniej Fryzji. Król Fryderyk I ogłosił w 1711 upadłość spółki, a jego następca, Fryderyk Wilhelm I, sprzedał w 1717 jej żałosne resztki floty, wraz z afrykańskimi posiadłościami Holendrom, za 60 tysięcy dukatów. Ci z kolei mieli zarobić na nich potem dalszych 12 tysięcy dukatów.
W latach 1751–1765 w Emden działała Królewsko-Pruska Azjatycka Kompania Handlowa do handlu z Indiami i Chinami, państwowe przedsiębiorstwo, założone przez Fryderyka II, równie nieudane, jak poprzedniczka.

### Światopogląd

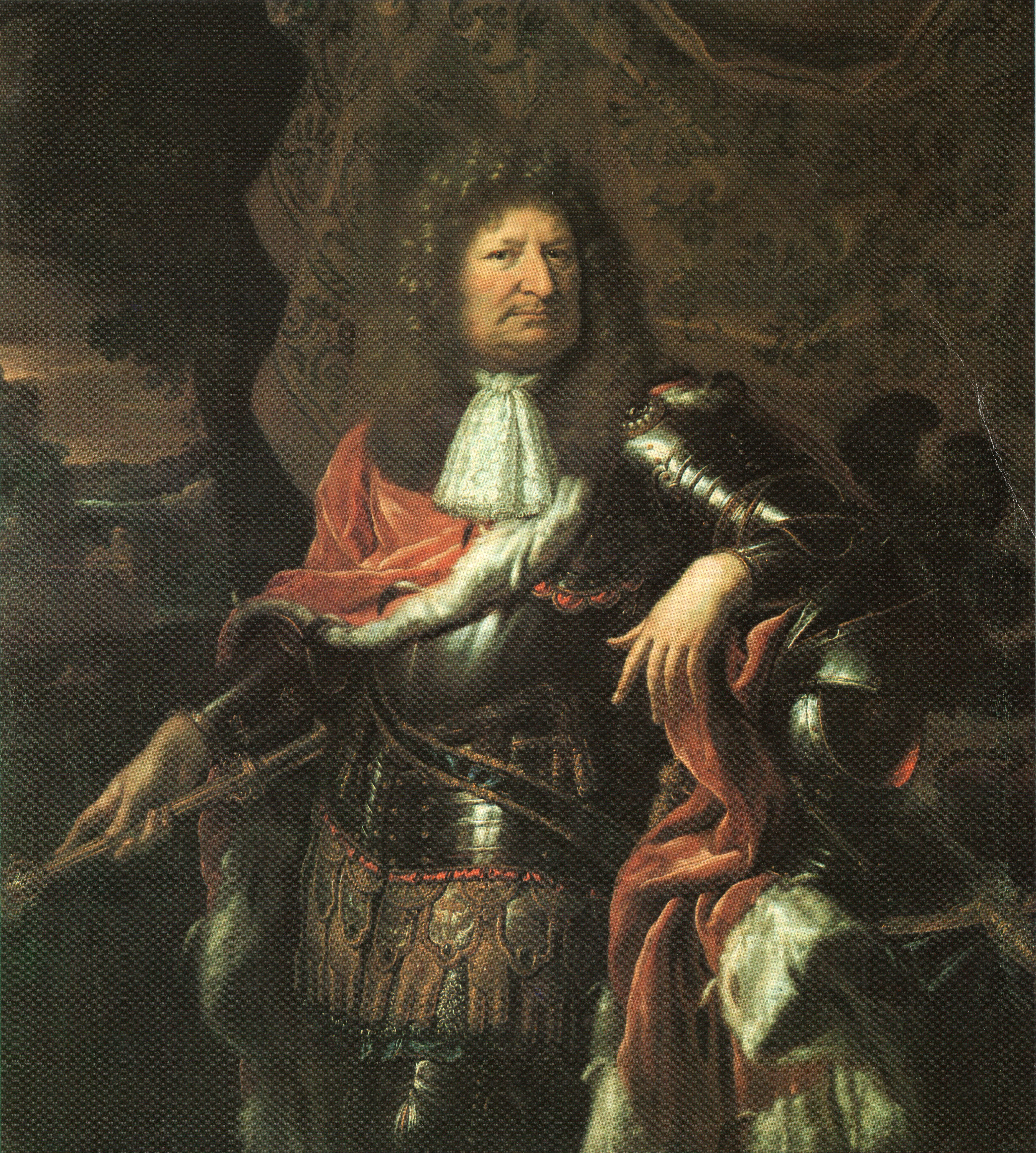
Portret pędzla Gedeona Romandona z 1688 roku

Pozostawał pod wpływem filozofii Lipsiusa i jego neostoicyzmu, Machiavellego i Seneki. Stąd wywodzi się idea budowy zeświecczonego państwa (mimo że sam był gorliwie religijny), stojącego ponad podziałami poddanych, którego głównym filarem miały się stać finanse i wojsko.
Jego idee w polityce wewnętrznej kontynuował wiernie identycznie nazywający się wnuk, Fryderyk Wilhelm I Hohenzollern (król-sierżant), a w pełni rozwinął i nadał im nowe możliwości realizacji – Fryderyk II Wielki.
Zmarł 9 maja 1688 roku w pałacu w Poczdamie. Przed śmiercią, ze względu na zły stan zdrowia, przekazał bieg spraw państwowych następcy. 7 maja pożegnał się ze swoimi doradcami. Umierał godnie, znosząc cierpienia astmy i podagry w milczeniu. Pochowany został w katedrze berlińskiej.

### Przepowiednia Fryderyka Wilhelma
Fryderyk Wilhelm jest autorem znanych, choć domniemanych słów: „Z naszych popiołów narodzi się mściciel”, które miał wypowiedzieć podczas faktycznego oszukania Brandenburgii-Prus podczas podpisywania pokoju w Saint-Germain-en-Laye 29 czerwca 1679 roku przez Austrię, która w zamian za ofiarowaną pomoc zbrojną, nie udzieliła ustępstw na rzecz upragnionego przez Hohenzollernów Śląska. Słowa te traktowane są jako swoiste złowieszcze proroctwo, mające sprawdzić się po stu latach w osobie Fryderyka II Wielkiego, za panowania którego prawie cały Śląsk wpadł w ręce Prus, a Austria utraciła na zawsze rolę hegemona w Rzeszy. Możliwe jednak, że słowa te i ich spełnienie są wyolbrzymieniem bądź wymysłem dziewiętnastowiecznej historiografii pruskiej.

### Rodzina
7 grudnia 1646 w Hadze poślubił księżniczkę Oranii-Nassau Luizę (1627–1667), córkę księcia Oranii-Nassau i stadhoudera Republiki Zjednoczonych Prowincji Fryderyka Henryka i księżniczki Solms-Braunfels Amalii. Luiza urodziła szóstkę dzieci:
- Wilhelma Henryka (1648–1649)
- Karola Emila (1655–1674)
- Fryderyka (1657–1713) – pierwszy król w Prusach;
- Amalię (1656–1664)
- Henryka (1664)
- Ludwika Leopolda (1666–1687) – ożenił się z Ludwiką Karoliną Radziwiłłówną.

13 czerwca 1668 roku poślubił księżniczkę Zofię Dorotę Schleswig-Holstein-Sonderburg-Glücksburg (1636–1689), córkę księcia Filipa i księżniczki Saksonii-Lauenburg Zofii Jadwigi Wettyn. Para miała siedmioro dzieci:
- Filipa Wilhelma (1669–1711) – margrabiego Brandenburgii-Schwedt;
- Marię Amalię (1670–1739) – żonę księcia Meklemburgii-Güstrow Karola (1664–1688), a następnie księcia Saksonii-Zeitz Maurycego Wettyna (1664–1718);
- Alberta Fryderyka (1672–1731) – Herrenmeistra Protestanckiego Zakonu Joannitów;
- Karola Filipa (1673–1695);
- Elżbietę Zofię (1674–1748) – żonę księcia Kurlandii i Semigalii Fryderyka Kazimierza Kettlera (1650–1698); następnie żonę Krystiana Ernesta Hohenzollerna margrabiego Brandenburgii-Bayreuth (1644–1712); od 1714 roku żonę księcia Saksonii-Meiningen Ernesta Ludwika Wettyna
- Dorotę (1675–1676)
- Krystiana Ludwika (1677–1734).

| Prapradziadkowie                                                 | elektor Brandenburgii Jan Jerzy Hohenzollern (1525–1598) ∞1545 Zofia Legnicka (1525–1546)                     | margrabia Brandenburgii-Küstrin Jan Hohenzollern (1513–1571) ∞1537 Katarzyna Welf (1518–1574)                 | książę Prus Albrecht Hohenzollern (1490–1568) ∞1550 Anna Maria Welf (1532–1568)                               | książę Jülich-Cleves-Berg Wilhelm (1516–1592) ∞1546 Maria Habsburg (1531–1581)                                | elektor Palatynatu Fryderyk III Wittelsbach (1515–1576) ∞1537 Maria Hohenzollern (1519–1567)                  | landgraf Hesji Filip (1504–1567) ∞1523 Krystyna Wettyn (1505–1549)                                            | hrabia Nassau-Dillenburg Wilhelm (1487–1559) ∞1531 Julianna zu Stolberg (1506–1580)                           | książę Montpensier Ludwik III Burbon (1513–1582) ∞1538 Jakobina de Longwy (1520–1561)                         |
| Pradziadkowie                                                    | elektor Brandenburgii Joachim Fryderyk Hohenzollern (1546–1608) ∞1570 Katarzyna Hohenzollern (1549–1602)      | elektor Brandenburgii Joachim Fryderyk Hohenzollern (1546–1608) ∞1570 Katarzyna Hohenzollern (1549–1602)      | Albrecht Fryderyk Hohenzollern (1553–1618) ∞1573 Maria Eleonora Kliwijska (1550–1608)                         | Albrecht Fryderyk Hohenzollern (1553–1618) ∞1573 Maria Eleonora Kliwijska (1550–1608)                         | elektor Palatynatu Ludwik VI Wittelsbach (1539–1583) ∞1560 Elżbieta Heska (1539–1582)                         | elektor Palatynatu Ludwik VI Wittelsbach (1539–1583) ∞1560 Elżbieta Heska (1539–1582)                         | Wilhelm I Orański (1533–1584) ∞1575 Charlotta de Burbon (1546–1582)                                           | Wilhelm I Orański (1533–1584) ∞1575 Charlotta de Burbon (1546–1582)                                           |
| Dziadkowie                                                       | elektor Brandenburgii Jan Zygmunt Hohenzollern (1572–1619) ∞1594 Anna Hohenzollern (1576–1625)                | elektor Brandenburgii Jan Zygmunt Hohenzollern (1572–1619) ∞1594 Anna Hohenzollern (1576–1625)                | elektor Brandenburgii Jan Zygmunt Hohenzollern (1572–1619) ∞1594 Anna Hohenzollern (1576–1625)                | elektor Brandenburgii Jan Zygmunt Hohenzollern (1572–1619) ∞1594 Anna Hohenzollern (1576–1625)                | elektor Palatynatu Fryderyk IV Wittelsbach (1574–1610) ∞1593 Luiza Julianna Orańska (1576–1644)               | elektor Palatynatu Fryderyk IV Wittelsbach (1574–1610) ∞1593 Luiza Julianna Orańska (1576–1644)               | elektor Palatynatu Fryderyk IV Wittelsbach (1574–1610) ∞1593 Luiza Julianna Orańska (1576–1644)               | elektor Palatynatu Fryderyk IV Wittelsbach (1574–1610) ∞1593 Luiza Julianna Orańska (1576–1644)               |
| Rodzice                                                          | elektor Brandenburgii Jerzy Wilhelm Hohenzollern (1595–1640) ∞1616 Elżbieta Charlotta Wittelsbach (1597–1660) | elektor Brandenburgii Jerzy Wilhelm Hohenzollern (1595–1640) ∞1616 Elżbieta Charlotta Wittelsbach (1597–1660) | elektor Brandenburgii Jerzy Wilhelm Hohenzollern (1595–1640) ∞1616 Elżbieta Charlotta Wittelsbach (1597–1660) | elektor Brandenburgii Jerzy Wilhelm Hohenzollern (1595–1640) ∞1616 Elżbieta Charlotta Wittelsbach (1597–1660) | elektor Brandenburgii Jerzy Wilhelm Hohenzollern (1595–1640) ∞1616 Elżbieta Charlotta Wittelsbach (1597–1660) | elektor Brandenburgii Jerzy Wilhelm Hohenzollern (1595–1640) ∞1616 Elżbieta Charlotta Wittelsbach (1597–1660) | elektor Brandenburgii Jerzy Wilhelm Hohenzollern (1595–1640) ∞1616 Elżbieta Charlotta Wittelsbach (1597–1660) | elektor Brandenburgii Jerzy Wilhelm Hohenzollern (1595–1640) ∞1616 Elżbieta Charlotta Wittelsbach (1597–1660) |
| Fryderyk Wilhelm Hohenzollern (1620–1688), elektor Brandenburgii | | | | | | | | |